# 泰勒·丹特
泰勒·菲利浦·丹特（英語：Taylor Phillip Dent，1981年4月24日—）是一位美國職業網球選手。

## 職業生涯

### 早期生涯與背傷
他曾獲得4個ATP單打賽事冠軍，在他的職業生涯：紐波特（2002年），曼谷（2003年），孟菲斯（2003年），莫斯科（2003年），並在其他三個巡迴賽分別打入決賽。
而最令人難忘的表現是在2004年雅典奧運會上，他一路打到半決賽，在那裡他被最終的冠軍，智利好手尼古拉斯·馬蘇擊敗。更讓人難忘的是他的銅牌爭奪戰，對手為費爾南多·岡薩雷斯，也是另一位智利名將，但可惜的是，最後在第三盤以14–16敗給了岡薩雷斯，無緣拿到獎牌。
丹特搭配同胞雷蒙德，獲得2006年霍普曼杯，在決賽以直落二盤擊敗荷蘭組合。
丹特在2006年沒有參加很多的比賽，由於經常有背部和腹股溝受傷的問題。丹特在2007年3月19日動了背部手術。

### 傷癒復出
在2008年5月26日丹特獲得外卡，並參加了在美國卡森挑戰賽的。自2006年2月，這是他的第一場比賽。他失去了他的第一輪比賽塞西爾·Mamiit。 2008年7月丹特外卡參加了他的第一個ATP巡迴賽的兩個賽季在名人堂網球賽在羅得島紐波特。他3加拿大球員弗蘭克·丹切維奇以三盤比分所擊敗。
在08年11月12號丹特贏得了他第一次復出比賽，在香檳的挑戰賽對弗雷德里克尼邁耶以6–3、7–63獲勝。這場勝利之後，他擊敗了2號種子，美國同胞肯德里克。在第三輪，丹特對薩姆華寶在比賽開始前退出了比賽。
用他保護排名 56個，2009年澳洲網球公開賽，丹特在第一輪，他被阿米爾利奇淘汰。
作為一個資格者，他2009年邁阿密大師賽進入了第四輪，擊敗了尼古拉斯·阿爾瑪格羅和托米·羅布雷多在這個過程中。在第四輪他以3–6，2–6輸給了羅傑·費德勒。儘管比分差距很大，第一盤曾有一個非常有趣的現象，遇到費德勒的發球局的時間長達15分鐘；丹特曾有八個破發點的機會。他在接下來的比賽乏善可陳，但溫網則扭轉改善前幾個月的狀況，以外卡身份參加會外賽。他贏得在會外賽的三輪進入會內賽，第一輪以五盤比分，他輸給了西班牙球員丹尼爾·希梅諾-特拉維爾。
2009年美國公開賽，他獲得外卡，贏得了自2005年美國公開賽以來第一場比賽，第一輪以4–6、7–6、6–3、7–5擊敗費利西亞諾·洛佩斯，在第二輪以6–4、5–7、6–7、7–5、7–6打敗伊万·納瓦羅，他晉級第三輪後。比賽之後，他從裁判員接下麥克風，並感謝觀眾的支持，帶著勝利繞場一圈。在第三輪，他被安迪·穆雷以6–3、6–2、6–2直落三盤擊敗。
美國公開賽之後，丹特贏得了美國網球協會挑戰者俄克拉在塔爾薩。

## 技術分析
丹特的球風與當代其他的網球選手相比算是相當少見，丹特是完全採用發球上網的球員。他擁有強力的發球和強力的截擊。他的發球是世界第四快，速度為243公里/小時，只有安迪·羅迪克，伊沃·卡洛維奇和約翰森比丹特有更快的發球速度。

## 戰績表

### 單打
| 大滿貫系列賽       | 1998 | 1999 | 2000 | 2001 | 2002 | 2003 | 2004 | 2005 | 2006 | 2007 | 2008 | 2009 | 2010 |
| ------------------ | ---- | ---- | ---- | ---- | ---- | ---- | ---- | ---- | ---- | ---- | ---- | ---- | ---- |
| 澳大利亞網球公開賽 | A    | A    | A    | A    | 3R   | A    | 3R   | 3R   | 1R   | A    | A    | 1R   | 2R   |
| 法國網球公開賽     | A    | A    | A    | A    | A    | 1R   | 1R   | A    | A    | A    | A    | A    | 2R   |
| 溫布頓網球錦標賽   | A    | A    | 1R   | 2R   | 3R   | 1R   | 3R   | 4R   | A    | A    | A    | 1R   | 2R   |
| 美國網球公開賽     | 2R   | 1R   | 1R   | 2R   | 1R   | 4R   | 2R   | 3R   | A    | A    | A    | 3R   | 2R   |

## 外部連結
- 官方网站
- 泰勒·丹特（英文/西班牙文）的官方資料
- 泰勒·丹特的國際網球總會 職業／青少年 官方資料（英文）
- 泰勒·丹特的官方資料（英文）